# Юсупов, Якуб
Якуб Юсупов (тадж. Яъқуб Юсуфов; 1912 год — февраль 1984 года) — председатель колхоза имени Жданова Гиссарского района Таджикской ССР. Герой Социалистического Труда (1957). Депутат Верховного Совета Таджикской ССР.

## Биография
Родился в 1912 году в семье дехканина в кишлаке Курпани. В начале 1930-х годов принимал активное участие в колхозном движении. С 1930 года трудился рядовым колхозником в колхозе «Красная Звезда» Гиссарского района. В 1945 году вступил в ВКП(б). Обучался на сельскохозяйственных курсах, после которых возвратился на работу в колхоз.
В последующие годы был избран председателем колхоза имени Жданова Гиссарского района. Вывел колхоз в число передовых сельскохозяйственных предприятий Гиссарского района. Указом Президиума Верховного Совета СССР от 17 января 1957 года «за выдающиеся успехи, достигнутые в деле развития советского хлопководства, широкое применение достижений науки и передового опыта в возделывании хлопчатника и получение высоких и устойчивых урожаев хлопка-сырца» удостоен звания Героя Социалистического Труда с вручением Ордена Ленина и золотой медали Серп и Молот.
Избирался депутатом Верховного Совета Таджикской ССР.
Возглавлял колхоз более 30 лет. С 1976 по 1979 года — директор Варзобского лесного хозяйства.
В последующем был на пенсии. Скончался в феврале 1984 года.
Награды
- Герой Социалистического Труда
- Орден Ленина
- Орден Трудового Красного Знамени
- Орден «Знак Почёта»
- Заслуженный хлопковод Таджикской ССР